# Osburh
Osburh (auch: Osburga) war die erste Ehefrau von Æthelwulf, König von Wessex, und damit Royal Consort von 839 bis etwa 855. Sie war die Mutter von vier späteren Königen von Wessex, darunter Alfred der Große.

## Leben

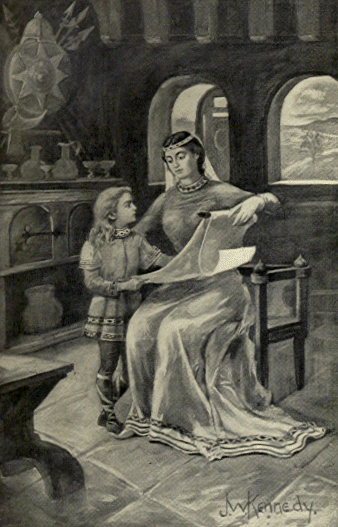
Königin Osburga liest ihrem Sohn Alfred vor, unhistorische Illustration aus dem frühen 20. Jahrhundert

Osburh war die Tochter von Oslac, der als Mundschenk (lat. pincerna) eine bedeutende Position im königlichen Haushalt Æthelwulfs innehatte. Oslac wird als Nachkomme von König Cerdics jütischen Neffen, Stuf und Wihtgar, beschrieben, die die Isle of Wight erobert hatten. Von Asser, dem Biografen Alfreds des Großen, wird Osburh als religiös und edel von Charakter und von Abstammung bezeichnet.
Als Æthelwulf 839 seinem Vater auf den Thron als König von Wessex folgte, war er vermutlich bereits mit Osburh verheiratet. Osburhs und Æthelwulfs gemeinsame Kinder waren:
- Æthelstan († 851), Unterkönig von Kent[4]
- Æthelswith († 888) ⚭ König Burgred von Mercia
- Æthelbald (* um 834; † 860) ⚭ Judith von Franken
- Æthelberht (* um 835; † 866)
- Æthelred (* um 837; † 871) ⚭ Wulfthryth
- Alfred der Große (* 849; † 899) ⚭ Ealhswith

Über Osburh sind nur wenige Details bekannt, so taucht Osburh nicht als Zeugin in den Zeugenlisten von König Æthelwulfs Urkunden auf. Osburhs Name und ihr Hintergrund werden lediglich durch Asser, den Biografen Alfreds des Großen, beschrieben.
Von Asser stammt auch die Geschichte, dass Osburh ihrem Sohn Alfred und seinen Brüdern lesen beibrachte. Sie zeigte ihnen, so Asser, ein Gedichtbuch und versprach demjenigen das Buch, der am schnellsten die Gedichte auswendig lernen würde. Durch die Geschichte wollte Asser wohl die Gelehrsamkeit Alfreds in den Mittelpunkt stellen, aber gleichzeitig vermittelte er die Information, dass Osburh offenbar lesen konnte.
Osburhs Tod ist nicht verzeichnet, kann aber nicht vor 854 gewesen sein, als Alfred (* 849) im lesefähigen Alter gewesen sein konnte. Æthelwulf brach 855 zu einer Pilgerreise nach Rom auf und heiratete 856 die fränkische Prinzessin Judith. Es ist nicht klar, ob Osburh zu diesem Zeitpunkt verstorben war oder von Æthelwulf verstoßen wurde.

## Filmische Darstellung
In der kanadisch-irischen Fernsehserie Vikings (2013–2020) wird die Rolle der Osburh mit der von Judith von Frankreich zur fiktiven Figur der Judith von Northumbria, einer Tochter von König Ælle verschmolzen. Sie wird von Jennie Jacques dargestellt.